# Campeonato Mundial de Biatlón de 1994
El XXX Campeonato Mundial de Biatlón se celebró en la localidad de Canmore (Canadá) el 15 de marzo de 1994 bajo la organización de la Unión Internacional de Biatlón (IBU) y la Federación Canadiense de Biatlón. En este campeonato solamente se disputaron las competiciones de equipo masculino y equipo femenino, ya que el resto de competiciones fue incluido en el programa de los XVII Juegos Olímpicos de invierno.

## Resultados

### Masculino
| Evento       | Oro                                                                                     | Plata                                                                           | Bronce                                                                        |
| ------------ | --------------------------------------------------------------------------------------- | ------------------------------------------------------------------------------- | ----------------------------------------------------------------------------- |
| 10 km equipo | Italia · Pieralberto Carrara · Hubert Leitgeb · Andreas Zingerle · Wilfried Pallhuber · | Rusia · Vladimir Drachov · Alexei Kobelev · Valeri Kirienko · Serguei Tarasov · | Alemania · Jens Steinigen · Marco Morgenstern · Peter Sendel · Steffen Hoos · |

### Femenino
| Evento       | Oro | Plata                                                                                       | Bronce                                                                                |
| ------------ | --- | ------------------------------------------------------------------------------------------- | ------------------------------------------------------------------------------------- |
| 10 km equipo | Bielorrusia · Natalia Permiakova · Natalia Ryzhenkova · Iryna Kakuyeva · Svetlana Paramyguina · 23:37,1 | Noruega · Ann-Elen Skjelbreid · Åse Idland · Annette Sikveland · Hildegunn Fossen · 23:47,6 | Francia Emmanuelle Claret Nathalie Beausire Corinne Niogret Véronique Claudel 23:57,6 |